# Belle-Église
Belle-Église település Franciaországban, Oise megyében. Lakosainak száma 725 fő (2022. január 1.). Belle-Église Ronquerolles, Chambly, Fresnoy-en-Thelle, Hédouville, Frouville és Bornel községekkel határos.
- Postai irányítószáma (PC): 60540
- Terület (felület): 7,83 km²
- Népsűrűség (2022): 92,59 lakos/km²
- Minimális magasság: 37 méter
- Max. magasság: 167 méter

#### Gasztronómia
Itt található a La Grange de Belle-Église, Michelin csillagos étterem, mely csodálatos hagyományos receptek alapján készült ételeket kínál, minőségi alapanyagokból, amelyek részben a környező vidékről származnak.

## Népesség
A település népességének változása:
| Lakosok száma | 627  | 617  | 621  | 609  | 608  | 621  | 656  | 690  | 725  |
|               | 2013 | 2015 | 2016 | 2017 | 2018 | 2019 | 2020 | 2021 | 2022 |